# 維爾紐斯會議

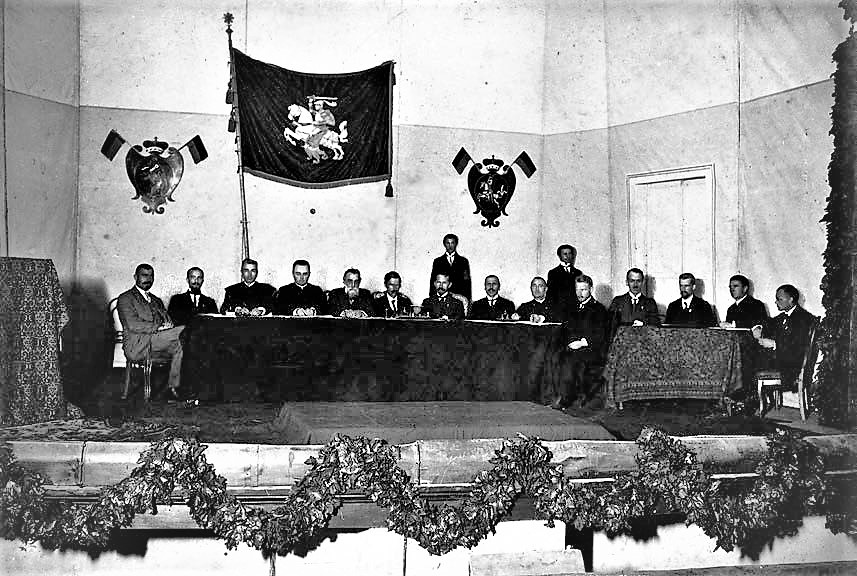
维尔纽斯会议的主席团和秘书处成员，大厅里挂满了红绿双色小旗，这是当时立陶宛国旗的方案之一，代表们认为它过于阴暗，于是给这面旗帜加上了黄色条纹

维尔纽斯会议或称维尔纽斯全国会议是在1917年9月18日至22日在维尔纽斯举办的会议。这次会议标志者开始进行建立一个独立于俄罗斯帝国、波兰和德意志帝国的，以民族身份和语言为基础的独立的立陶宛国家的历程。